# Austroschwarz
Austroschwarz ist ein österreichischer Film von Mwita Mataro und Helmut Karner aus dem Jahr 2025. Der Dokumentarfilm bearbeitet mit verschiedenen visuellen und erzählerischen Stilen das Leben als schwarzer Österreicher aus der Perspektive des Künstlers Mwita Mataro. Der Film hatte im März 2025 seine Premiere auf dem österreichischen Filmfestival Diagonale.

## Handlung
Der Film begleitet den schwarzen Salzburger Musiker und Kulturschaffenden Mwita Mataro auf einer Reise durch Österreich, in der er seine eigene Identität reflektiert und Gespräche mit schwarzen Experten aus Österreich führt. Zu den Interviewten zählen unter anderem die Ärztin und ehemalige Wiener Landtagsabgeordnete Mireille Ngosso, die Journalistin Claudia Unterweger und der Pädagoge Fred Ohenhen.
Ein zentrales Element des Films ist die fiktive Welt „Greenland“, die Mataro gemeinsam mit sechs schwarzen Kindern erschafft. In dieser Welt leben die „Greens“ und „Blues“, wobei die Blues eine Minderheit darstellen und sich grün anmalen müssen, um nicht aufzufallen. „Blue Kid“, die Hauptfigur, fungiert als Mataros Alter Ego und bildet eine visuelle Brücke zwischen den erzählerischen Ebenen des Filmes. 

## Produktion
Der Film wurde vom Verein One Earth - One Daham in Österreich hergestellt und durch Fördermittel der CINE ART Steiermark, des Landes Niederösterreich, der Stadt Wien (MA7), der Filmcommission Graz, des Zukunfts Fonds Österreich und des Otto Mauer Fonds finanziert. Zusätzlich wurde das Filmvorhaben durch die NPO Make Me Smile International und durch ein Crowdfunding finanziell unterstützt.
Der österreichische Kinostart erfolgte am 23. Mai 2025 im Verleih von Filmladen.